# Gopal Prasad
Pour les articles homonymes, voir Prasad (homonymie).
Gopal Prasad (né le 31 juillet 1945 à Ghazipur, Inde) est un mathématicien indo-américain. Ses intérêts de recherche couvrent les domaines des groupes de Lie, leurs sous-groupes discrets, les groupes algébriques, les groupes arithmétiques, la géométrie des espaces localement symétriques et la théorie des représentations des groupes de Lie p-adiques réductifs.
Il est professeur Raoul Bott de mathématiques à l'université du Michigan à Ann Arbor.

## Formation
Prasad obtient son baccalauréat avec mention en mathématiques à l'université de Magadh en 1963. Deux ans plus tard, en 1965, il obtient sa maîtrise en mathématiques à l'université de Patna. Après un bref séjour à l'Institut indien de technologie de Kanpur en tant que doctorant en mathématiques, Prasad va préparer sa thèse au Tata Institute of Fundamental Research (TIFR) en 1966. Là, il commence une collaboration longue et fructueuse avec son directeur de thèse M. S. Raghunathan sur plusieurs sujets, dont l'étude des réseaux dans les groupes de Lie semi-simples et le problème des sous-groupes de congruence. En 1976, Prasad soutient son doctorat à l'université de Bombay. Prasad devient professeur associé au TIFR en 1979 et professeur en 1984. En 1992, il quitte le TIFR pour rejoindre l'université du Michigan à Ann Arbor, où il devient professeur Raoul Bott émérite de mathématiques.

## Famille
Les parents de Gopal Prasad sont Ram Krishna Prasad et Lakshmi Devi. Ram Krishna Prasad est un travailleur social, philanthrope ; il a été emprisonné par les Britanniques pour sa participation à la lutte pour la liberté des Indiens contre la domination britannique. La famille est impliquée dans des commerces de détail et de gros. En 1969, il épouse Indu Devi (née Poddar) de Deoria. Gopal Prasad et Indu Devi ont un fils, Anoop Prasad, directeur général de DE Shaw & Co, et une fille, Ila Fiete, professeur de neurosciences au MIT, et cinq petits-enfants.
Shrawan Kumar, professeur de mathématiques à l'université de Caroline du Nord à Chapel Hill, Pawan Kumar, professeur d'astrophysique à l'université du Texas à Austin et Dipendra Prasad, professeur de mathématiques à l'Institut indien de technologie de Bombay, sont ses frères cadets.

## Honneurs et récompenses
Prasad est lauréat de la bourse Guggenheim, du prix Humboldt et la chaire Raoul Bott à l'université du Michigan. Il est également lauréat du prix Shanti Swarup Bhatnagar, décerné par le Conseil de la recherche scientifique et industrielle du gouvernement indien. Il a reçu des bourses à l'Académie nationale indienne des sciences. Prasad a été conférencier invité au Congrès international des mathématiciens de Kyoto en 1990. En 2012, il est devenu Fellow de l'American Mathematical Society. Il siège au jury des sciences mathématiques du prix Infosys de 2011 à 2018.
Prasad est rédacteur en chef du Michigan Mathematical Journal pendant plus d'une décennie, rédacteur en chef adjoint des prestigieuses Annals of Mathematics pendant six ans et rédacteur en chef de l'Asian Journal of Mathematics depuis sa création.

## Travaux de recherche

### Quelques contributions aux mathématiques
Les premiers travaux de Prasad portent sur les sous-groupes discrets de groupes semi-simples réels et p-adiques. Il démontre la « rigidité forte (en) » des réseaux dans les groupes réels semi-simples de rang 1 et celle des réseaux dans les groupes p-adiques, voir [1] et [2]. Il aborde ensuite des questions de théorie des groupes et d'arithmétique sur des groupes algébriques semi-simples. Il prouve la propriété « d'approximation forte (en) » pour les groupes semi-simples simplement connexes sur des corps de fonctions globaux [3]. Prasad détermine les extensions centrales topologiques de ces groupes et calcule le « noyau métaplectique » pour les groupes isotropes en collaboration avec MS Raghunathan, voir [11], [12] et [10]. Prasad et Raghunathan obtiennent également des résultats sur le problème de Kneser-Tits, [13]. Plus tard, avec Andrei Rapinchuk, Prasad donne un calcul précis du noyau métaplectique pour tous les groupes semi-simples simplement connexes, voir [14].
En 1987, Prasad trouve une formule pour le volume des quotients S-arithmétiques des groupes semi-simples, [4]. En utilisant cette formule et certaines estimations tirées de la théorie des nombres et de la cohomologie de Galois, Armand Borel et Gopal Prasad prouvent plusieurs théorèmes de finitude sur les groupes arithmétiques, [6]. La formule du volume, avec des considérations arithmétiques et des résultats venant de la théorie de Bruhat-Tits, conduisent à une classification, par Gopal Prasad et Sai-Kee Yeung, des faux plans projectifs (en) (dans la théorie des surfaces complexes projectives lisses) en 28 classes non vides [21] (voir aussi [22] et [23]). Cette classification, associée aux calculs de Donald Cartwright et Tim Steger, conduit à son tour à une liste complète de faux plans projectifs. Cette liste est constituée d'exactement 50 faux plans projectifs à isométrie près (répartis entre les 28 classes). Ce travail a fait l'objet d'un exposé au séminaire Bourbaki.
Prasad travaille sur la théorie des représentations des groupes p-adiques réductifs avec Allen Moy. Les filtrations de sous-groupes parahoriques, appelées « filtrations de Moy-Prasad », sont largement utilisées en théorie des représentations et en analyse harmonique. Moy et Prasad ont utilisé ces filtrations et la théorie de Bruhat-Tits pour prouver l'existence de « K-types minimaux non raffinés », pour définir la notion de « profondeur » d'une représentation admissible irréductible et pour donner une classification des représentations de profondeur zéro, voir [8] et [9]. Les résultats et techniques introduits dans ces deux articles [8] et [9] ont permis tout une série de développements importants dans le domaine.
En collaboration avec Andrei Rapinchuk, Prasad étudie les sous-groupes Zariski-denses des groupes semi-simples et démontre l'existence dans un tel sous-groupe d'éléments semi-simples réguliers avec de nombreuses propriétés souhaitables, [15], [16]. Ces éléments ont été utilisés dans l'étude de questions théoriques en géométrie et en théorie ergodique. Prasad et Rapinchuk introduisent une nouvelle notion de « commensurabilité faible » des sous-groupes arithmétiques et détermine,t des « classes de commensurabilité faible » de groupes arithmétiques dans un groupe semi-simple donné. Ils utilisent leurs résultats sur la commensurabilité faible pour obtenir des résultats sur des espaces arithmétiques localement symétriques commensurables en longueur et isospectraux, voir [17], [18] et [19].
Avec Jiu-Kang Yu, Prasad étudie l'ensemble de points fixes sous l'action d'un groupe fini d'automorphismes d'un groupe p-adique réductif G sur l'immeuble de Bruhat de G, [24]. Dans un autre travail commun, qui a été utilisé dans le  programme de Langlands géométrique, Prasad et Yu déterminent tous les schémas en groupes quasi-réductifs sur un anneau de valuation discrète (DVR), [25].
En collaboration avec Brian Conrad et Ofer Gabber, Prasad étudie la structure des groupes pseudo-réductifs, et donne également des preuves des théorèmes de conjugaison pour les groupes algébriques linéaires connexes lisses généraux, annoncés sans preuves détaillées par Armand Borel et Jacques Tits ; leur monographie de recherche [26] contient tout cela. Une deuxième monographie [27] contient une classification complète des groupes pseudo-réductifs, incluant une classification à la Tits ainsi que de nombreux exemples intéressants. La classification des groupes pseudo-réductifs a déjà de nombreuses applications. Il y a eu un séminaire Bourbaki en mars 2010 sur les travaux de Tits, Conrad-Gabber-Prasad sur les groupes pseudo-réductifs.
Prasad développe de nouvelles méthodes pour les descentes non ramifiées et modérément ramifiées dans la théorie de Bruhat-Tits [28], [29]. Le livre [30], écrit récemment avec Tasho Kaletha, contient de nouvelles preuves de plusieurs résultats sur la théorie de Bruhat-Tits.

### Publications choisies
1. « Strong rigidity of Q-rank 1 lattices », Inventiones Math., vol. 21,‎ 1973, p. 255-286
2. « Lattices in semi-simple groups over local fields », Adv. in Math. Studies in Algebra and Number Theory,‎ 1979, p. 285-356
3. « Strong approximation for semi-simple groups over function fields », Annals of Mathematics, vol. 105,‎ 1977, p. 553-572
4. « Volumes of S-arithmetic quotients of semi-simple groups », Publ. Math. IHES, vol. 69,‎ 1989, p. 91-117
5. « Semi-simple groups and arithmetic subgroups », dans Proceedings of the International Congress of Mathematicians, vol. II, Tokyo, Springer, 1991, 821-832 p. (ISBN 9784431700470)
6. avec Armand Borel, « Finiteness theorems for discrete subgroups of bounded covolume in semi-simple groups », Publ. Math. IHES, vol. 69,‎ 1989, p. 119-171 ; addendum : ibid., vol. 71 (1990)
7. avec Armand Borel, « Values of isotropic quadratic forms at S-integral points », Compositio Mathematica, vol. 83,‎ 1992, p. 347-372
8. avec Allen Moy, « Unrefined minimal K-types for p-adic groups », Inventiones Math., vol. 116,‎ 1994, p. 393-408
9. avec Allen Moy, « Jacquet functors and unrefined minimal K-types », Commentarii Math.Helv., vol. 71,‎ 1996, p. 98-121
10. avec M. S. Raghunathan, « On the congruence subgroup problem: Determination of the "Metaplectic Kernel », Inventiones Math., vol. 71,‎ 1983, p. 21-42
11. avec M.S.Raghunathan, « Topological central extensions of semi-simple groups over local fields », Annals of Math., vol. 119,‎ 1984, p. 143-268
12. avec M. S. Raghunathan, « Topological central extensions of SL1(D) », Inventiones Math., vol. 92,‎ 1988, p. 645-689
13. avec M. S. Raghunathan, « On the Kneser-Tits problem », Commentarii Math. Helv., vol. 60,‎ 1985, p. 107-121
14. avec A. S. Rapinchuk, « Computation of the metaplectic kernel », Publ. Math. IHES, vol. 84,‎ 1996, p. 91-187
15. avec A. S. Rapinchuk, « Existence of irreducible R-regular elements in Zariski-dense subgroups », Math. Res. Letters, vol. 10,‎ 2003, p. 21-32
16. avec A. S. Rapinchuk, « Zariski-dense subgroups and transcendental number theory », Math. Res. Letters, vol. 12,‎ 2005, p. 239-249
17. avec A. S. Rapinchuk, « Weakly commensurable arithmetic groups and isospectral locally symmetric spaces », Publ. Math. IHES, vol. 109,‎ 2009, p. 113-184
18. avec A. S. Rapinchuk, « Local-global principles for embedding of fields with involution into simple algebras », Commentarii Math.Helv., vol. 85,‎ 2010, p. 583-645
19. On the fields generated by the lengths of closed geodesics in locally symmetric spaces, 2014, 79-120 p.
20. avec A. S. Rapinchuk, « Developments on the congruence subgroup problem after the work of Bass, Milnor and Serre », dans Collected papers of John Milnor, vol. V, American Mathematical Society, 2010, p. 307-325
21. avec Sai-Kee Yeung, « Fake projective planes », Inventiones Math., vol. 168,‎ 2007, p. 321-370 ; addendum, ibid., vol. 182 (2010), p. 213-227
22. avec Sai-Kee Yeung, « Arithmetic fake projective spaces and arithmetic fake Grassmannians », Amer. J. Math., vol. 131,‎ 2009, p. 379-407
23. avec Sai-Kee Yeung, « Nonexistence of arithmetic fake compact hermitian symmetric spaces of type other than An, n<5 », J. Math. Soc. Japan,‎ 2012 (DOI 10.2969/jmsj/06430683)
24. avec Jiu-Kang Yu, « On finite group actions on reductive groups and buildings », Inventiones Math., vol. 147,‎ 2002, p. 545-560
25. avec Jiu-Kang Yu, « On quasi-reductive group schemes », J. Alg. Geom., vol. 15,‎ 2006, p. 507-549
26. avec Brian Conrad et Ofer Gabber, Pseudo-reductive groups, vol. 26, Cambridge University Press, coll. « New Mathematical Monographs », 2015, 2e éd., =xxiv+665
27. avec Brian Conrad, Classification of Pseudo-reductive groups, vol. 191, Princeton University Press, coll. « Annals of Mathematics Studies », 2015, 245 p.
28. « A new approach to unramified descent in Bruhat-Tits theory », Amer. J. Math., vol. 142, no 1,‎ 2020, p. 215-253
29. « Finite group actions on reductive groups and buildings and tamely-ramified descent in Bruhat-Tits theory », Amer. J. Math., vol. 142, no 4,‎ 2020, p. 1239-1267
30. avec Tasho Kaletha, Bruhat–Tits theory : A new approach, Cambridge University Press, coll. « New Mathematical Monographs », 2023, 700 p. (ISBN 9781108831963)